# Hannes Puman
Hannes Puman (* 29. prosince 1997 Eskilstuna Švédsko) je švédský reprezentant ve sportovním lezení, juniorský mistr světa, Evropy a vítěz Evropského poháru juniorů v lezení na obtížnost, závodí také v lezení na rychlost a v boulderingu.

## Výkony a ocenění
- 2013-2014: na evropském kontinentu zvítězil ve všech hlavních mezinárodních juniorských závodech (MSJ, MEJ a EPJ)

### Závodní výsledky
| Mistrovství světa | Mistrovství světa |
| Rok               | 2016              |
| ----------------- | ----------------- |
| Obtížnost         | 15                |
| Rychlost          | 47                |
| Bouldering        | 85-86             |

| Světový pohár | Světový pohár | Světový pohár | Světový pohár  | Světový pohár | Světový pohár           | Světový pohár |
| Rok           | 2013          | 2014          | 2015           | 2016          | 2017                    | 2018          |
| ------------- | ------------- | ------------- | -------------- | ------------- | ----------------------- | ------------- |
| Obtížnost     | 58-59         | 42            | 42-44          | 34            | 11-13                   |               |
| jednotlivě*   | 41,22         | 27,17         | 33,25,23,38,41 | 22,33,16      | ,28,21,19,14,7,17,12,9, |               |
|               |               |               |                |               |                         |               |
| Rychlost      | —             | —             | —              | —             | 0                       |               |
| jednotlivě*   | —             | —             | —              | —             | ,36,37,                 |               |
|               |               |               |                |               |                         |               |
| Bouldering    | —             | —             | —              | 0             | 0                       |               |
| jednotlivě*   | —             | —             | —              | 77            | 67,35,77                | ,31,39,       |
|               |               |               |                |               |                         |               |
| Kombinace     | —             | —             | —              | —             | 33-34                   |               |

* poznámka: nalevo jsou poslední závody v roce
| Mistrovství Evropy | Mistrovství Evropy | Mistrovství Evropy | Mistrovství Evropy |
| Rok                | 2013               | 2015               | 2017               |
| ------------------ | ------------------ | ------------------ | ------------------ |
| Obtížnost          | 33-34              | 28                 | 4                  |
| Rychlost           | —                  | —                  | 42-47              |
| Bouldering         | —                  | —                  | 43-44              |

| Mistrovství světa juniorů | Mistrovství světa juniorů | Mistrovství světa juniorů | Mistrovství světa juniorů |
| Rok                       | 2012 kat. B               | 2013 kat. A               | 2014 kat. A               |
| ------------------------- | ------------------------- | ------------------------- | ------------------------- |
| Obtížnost                 | 2                         | 5                         | 1                         |

| Mistrovství Evropy juniorů | Mistrovství Evropy juniorů | Mistrovství Evropy juniorů | Mistrovství Evropy juniorů |
| Rok                        | 2013 kat. B                | 2015 junioři               | 2016 junioři               |
| -------------------------- | -------------------------- | -------------------------- | -------------------------- |
| Obtížnost                  | 1                          | 1                          | 2                          |

| Evropský pohár juniorů | Evropský pohár juniorů | Evropský pohár juniorů | Evropský pohár juniorů |
| Rok                    | 2013 kat. A            | 2014 kat. A            | 2016 junioři           |
| ---------------------- | ---------------------- | ---------------------- | ---------------------- |
| Obtížnost              | 1                      | 2                      | 1                      |
| jednotlivě* (x/x/x)    |                        |                        |                        |

* poznámka: nalevo jsou poslední závody v roce